# Philip Lee
Philip S. Lee (né le 5 mai 1944 à Hong Kong) a été le 24e lieutenant-gouverneur du Manitoba du 4 août 2009 au 19 juin 2015. Il était membre de l'Ordre du Canada en 1999 et de la reine Golden Jubilee Medal en 2002.

## Biographie

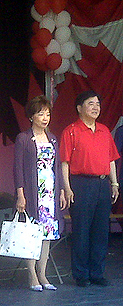
L'honorable Philip S. Lee et Anita K. Lee, en 2010 à Winnipeg, Manitoba.

Il est la première personne d'origine asiatique à représenter la reine au Manitoba.